# Vorgeschichte der Stadt Tübingen

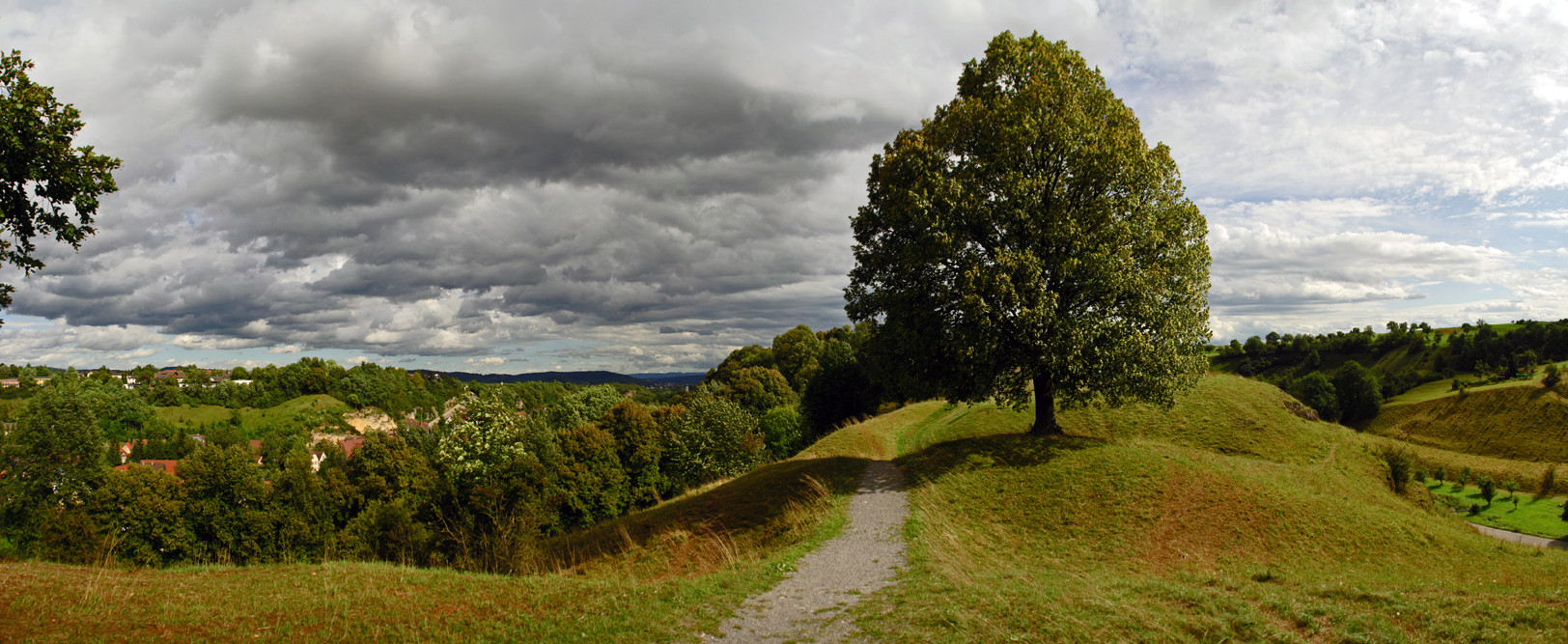
Panoramaaufnahme des Kirchbergs bei Reusten

Die Vorgeschichte der Stadt Tübingen kann aufgrund von Funden materieller menschlicher Hinterlassenschaften in der Region Tübingen ab dem Ende der Altsteinzeit fassbar gemacht werden. Seit dieser Zeit finden Spuren menschlicher Anwesenheit, bzw. Besiedlung, mit mehr oder weniger lange andauernden Unterbrechungen, durch nahezu alle prähistorischen Zeitabschnitte hindurch ihren Niederschlag. Eine größere Bedeutung kommt hierbei dem Kirchberg bei Reusten zu.

## Paläolithikum
Die Anwesenheit altsteinzeitlicher Jäger und Sammler im heutigen Landkreis Tübingen ist mit lediglich einer gesicherten Fundstelle im Katzenbachtal in der Nähe von Rottenburg belegt, von wo unter einem Felsüberhang (Abri) Funde aus dem Magdalénien, dem jüngsten Zeitabschnitt des Jungpaläolithikums, überliefert sind. Dabei handelt es sich im Wesentlichen um Artefakte aus Knochen (Spitze mit einfachem Strichornament am Rand), zwei durchlochte Gagatperlen, eine aus dem Mittelmeerraum stammende, durchlochte Muschel sowie Werkzeuge aus Silex, wie etwa Klingen oder Bohrer. Auf dem eigentlichen heutigen Stadtgebiet Tübingens wurden Reste diluvialer Großsäuger, welche zu den Hauptjagdtieren eiszeitlicher Jäger zählten, gefunden, z. B. Säugetierreste aus dem Käsenbachtal oder ein Mammutzahn aus der Mühlstraße.

## Mesolithikum
Das darauf folgende Mesolithikum, das mit dem Beginn des Holozäns einherging, brachte eine völlig neuartige Flora in Form einer umfangreichen Wiederbewaldung Mitteleuropas mit sich, in der vor allem Kiefer und Birke dominierten, und später dann mit Hasel und anderen Laubbäumen durchsetzt wurden. Den Herden eiszeitlicher Kaltsteppentiere, wie zum Beispiel Wildpferd, Rentier oder Mammut, wurde aufgrund des neuen Klimas das Habitat entzogen, was eine gänzliche Verdrängung dieser Arten zur Folge hatte. An ihre Stelle traten nun immer mehr Waldtiere wie Rothirsch, Reh und Wildschwein. Die Subsistenz jener nacheiszeitlichen Menschen basierte nach wie vor auf Jagen und Sammeln, doch wurde wohl auch dem zumindest saisonal betriebenen Fischfang größere Bedeutung zugemessen. Archäologisch betrachtet gilt dieser Zeitabschnitt als die Blütezeit so genannter Mikrolithen, kleiner, knapp 1 cm breiter und bis zu 3 cm langer Abschläge aus Feuerstein oder Quarz. Beispiele solcher Artefakte sind vom Spitzberg, westlich von Tübingen, oder auch vom Hof Einsiedel bei Pfrondorf, bekannt.

## Neolithikum
Nach 5400 v. Chr. treten im Ammertal westlich von Tübingen erstmals neolithische Gruppen auf. Es sind Nachfahren von frühen Ackerbauern und Viehzüchtern im westlichen Teil des Karpatenbeckens (Transdanubien), die ihrerseits von neolithischen Bauern im Balkanraum und in der Ägäis abstammen. Humangenetisch ließ sich nachweisen, dass sich diese frühesten neolithischen Gruppen kaum mit der lokalen mesolithischen Bevölkerung durchmischt haben. Diese Siedler errichteten erstmals feste Siedlungen, bestehend aus freistehenden Langhäusern und etablierten eine überwiegend auf Ackerbau und Viehzucht basierende Lebensweise in der Region. Zum Hausrat dieser ersten Bauern gehörten erstmals auch Keramikgefäße, die wegen ihrer charakteristischen Ritzmuster als Bandkeramik bezeichnet werden, und geschliffene Steingeräte.

### Frühneolithikum
Zahlreiche bandkeramische Siedlungen aus der Zeit zwischen 5300 und 4900 v. Chr. sind aus dem Ammertal und den kleinen Seitentälern des Schönbuchs, etwa bei Herrenberg-Affstätt, Ammerbuch-Reusten, Ammerbuch-Entringen, Ammerbuch-Pfäffingen und Tübingen-Unterjesingen sowie aus dem Stadtgebiet von Rottenburg a.N. im Fröbelweg und in Siebenlinden bekannt. Erstmals lassen sich in der Region Kulturpflanzen wie Spelzweizen (Einkorn und Emmer), Hülsenfrüchte (Erbse) und Lein als Öl- und Faserpflanze nachweisen. Daneben spielen aber auch Sammelpflanzen wie Wildapfel, Schlehe, Weißdorn, Brombeere und Himbeere noch eine gewisse Rolle für die Ernährung der frühen Bauern. Zu den frühen Haustieren zählen die aus dem Südosten eingeführten Haustiere Schaf, Ziege und Rind, aber auch die Jagd auf Schwarz- und Rotwild sowie kleinere Wildtiere lässt sich noch nachweisen. Spuren bandkeramischer Langhäuser konnten bei Grabungen in Amb.-Pfäffingen, „Lüsse“, Amb.-Entringen, „Unteres Feld“ und Tübingen-Unterjesingen, „Ammerbühlen“ nachgewiesen werden. Insgesamt vier bandkeramische Körperbestattungen in seitlicher Hockerlage sind aus Amb.-Entringen, „Tiefer Weg“ bekannt. Weitere Bestattungen stammen aus dem Siedlungsareal von Amb.-Pfäffingen, „Lüsse“, darunter das Grab einer jungen Frau mit der Beigabe von 16 doppelkonisch zugeschliffenen Perlen aus Kalkstein.

### Mittelneolithikum

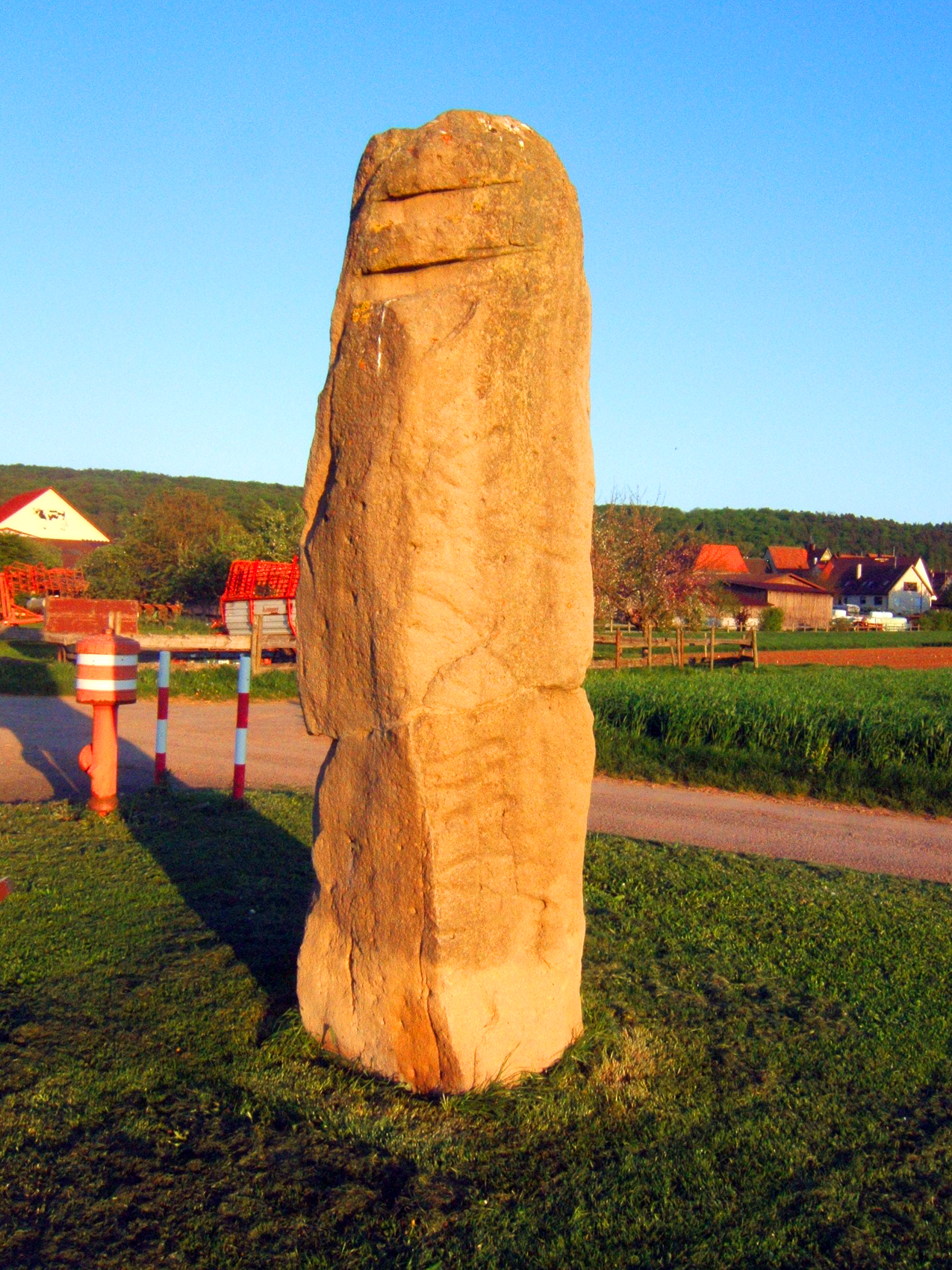
Kopie des sogenannten Menhirs von Weilheim nahe dem Fundort

An vielen Siedlungsplätzen im Ammertal lässt sich eine kontinuierliche Besiedlung bis in das 5. Jahrtausend v. Chr. nachweisen, darunter in Ammerbuch-Pfäffingen, „Lüsse“ und Ammerbuch-Reusten, „Grüninger“. Charakteristisch für diese Zeit sind trapeziode Langhäuser mit schiffsförmig geschwungenen Seiten, die als Weiterentwicklung des bandkeramischen Langhauses gelten können. Anhand der Funde von Gefäßkeramik konnte für den Süddeutschen Raum eine Abfolge der Kulturgruppen Hinkelstein, Großgartach und Rössen festgestellt werden. Alle drei Entwicklungsstufen sind im Raum Tübingen belegt. Aus Tübingen-Bühl, Weilerburgstraße stammt ein mittelneolithisches Depot aus Hornsteinkernen, welches die Produktion von Steinartefakten am Ort bezeugt.

### Jung- und Spätneolithikum
Durch Altgrabungen der 1920er und 30er Jahre ist eine jungneolithische Besiedlung insbesondere auf dem Reustener Kirchberg nachgewiesen. Dort fanden sich charakteristische Keramikgefäße der Michelsberger Kultur und Schussenrieder Gruppe. Neuere Grabungen in der oberhalb des Kirchberges gelegenen Flur „Grüninger“ erbrachten auch dort jung- bis spätneolithische Siedlungsfunde des 4. Jahrtausends v. Chr.

### Endneolithikum
Der Übergang zur Frühbronzezeit während des sogenannten Endneolithikums ist in Mitteleuropa charakterisiert durch das Auftreten von zwei großen Kulturkomplexen, einerseits von Osten vordringenden Gruppen mit Schnurkeramik und andererseits aus dem westlichen Europa stammenden Gruppen mit Glockenbechern. Beide Gruppen bestatteten ihre Verstorbenen in seitlicher Hockerstellung, wobei die schnurkeramischen Bestattungen zumeist Ost-West und die Glockenbecherbestattungen überwiegend Nord-Süd ausgerichtet sind. Siedlungsspuren von Gruppen mit Schnurkeramik stammen wiederum von Ammerbuch-Reusten, „Grüninger“. Für die ursprünglich als frühbronzezeitlich angenommenen steinernen Bildstelen von Rottenburg „Lindele“ und Tübingen-Weilheim kann aufgrund von Parallelen in der Schweiz und Norditalien mittlerweile auch eine Datierung in das 3. Jahrtausend v. Chr. angenommen werden.

## Bronzezeit
Das Zeitalter der Bronzezeit verdankt seinen Namen einer Legierung aus Kupfer und beispielsweise Zinn im Verhältnis 9 zu 1. Dieser kostbare Werkstoff bot ein bis dahin ungeahntes Spektrum an neuen Möglichkeiten, Schmuck oder Waffen herzustellen, was jedoch keineswegs ein Ende der Steingerätindustrie zur Folge hatte. Einhergehend mit der Bronze treten in Süddeutschland erste Belege für die Verarbeitung von Gold auf, welches in Form von Grabbeigaben auch im Landkreis Tübingen Niederschlag findet. Dennoch scheint mit dem Beginn der Bronzezeit die Siedlungsaktivität im Tübinger Umfeld abzunehmen, was im Kontrast zu einer wohl dichteren Besiedlung der Schwäbischen Alb steht.

### Frühe Bronzezeit
Die Frühbronzezeit im Raum Tübingen kann in vielerlei Hinsicht als natürliche Fortsetzung des Endneolithikums gelten. Siedlungsspuren sind selten belegt, wie etwa auf dem Kirchberg von Ammerbuch-Reusten. Die bereits ab dem Spät- und Endneolithikum in Mitteleuropa vereinzelt nachgewiesene Nutzung von Kupfer charakterisiert auch den Beginn der Frühbronzezeit im Neckarraum. Erst im 2. Jahrtausend tritt die eigentliche Bronze, eine Legierung aus Kupfer mit Zinn, stärker in Erscheinung. Die Bestattungssitten ähneln denen im Endneolithikum, mit Körpergräbern in seitlicher Hockerstellung, überwiegend in Ost-West-Richtung. Bei Grabungsarbeiten im Jahr 2020 konnte in der Flur „Grüninger“ die Bestattung einer jungen Frau mit einem kleinen Spiralring aus Gold geborgen werden. Ausweislich einer Radiokarbondatierung wurde die Bestattung in der Zeit zwischen 1800 und 1600 v. Chr. angelegt. Für die Herkunft des Goldes konnte eine Lagerstätte auf der Cornwall-Halbinsel in Südwestengland wahrscheinlich gemacht werden, aus der auch die Goldauflagen der frühbronzezeitlichen Himmelsscheibe von Nebra stammen.

### Mittlere Bronzezeit
Der mittlere Abschnitt der Bronzezeit wird auch Hügelgräberbronzezeit genannt und ist im Kreisgebiet mit zwei bisher bekannten Fundplätzen in Form von Grabhügeln, und einem Fundort in Form einer Höhensiedlung auf dem Kirchberg bei Reusten, fassbar. Vom Stadtgebiet selbst sind zwei Einzelfunde – ein Randleistenbeil unterhalb des Tübinger Stauwehrs sowie ein Trachtbestandteil – überliefert.

### Späte Bronzezeit
Im jüngsten Abschnitt der Bronzezeit, der in Süddeutschland so genannten Urnenfelderzeit, ist eine Veränderung des Bestattungsmodus, hin zur Totenverbrennung mit anschließender Beisetzung des Leichenbrandes in Urnen zu verzeichnen. Funde kamen bislang im Kreisgebiet sowohl aus Siedlungen, wie z. B. von der Gemarkung Hailfingen, als auch aus Gräbern, z. B. aus der eigentlich eisenzeitlichen Nekropole im „Geigerle“ in Tübingen zutage. Den Hauptanteil des Fundmaterials stellt hierbei Tonware (Keramik) dar, aber auch Einzelfunde in Form von Metall, wie etwa ein Auvernier-Schwert aus einer Kiesgrube in Kirchentellinsfurt sind belegt.

## Eisenzeit
Der Übergang zur älteren Eisenzeit, der Hallstattzeit ist sehr fließend und stellt womöglich keinen unmittelbar spürbaren kulturellen Einschnitt dar. Die bereits zum Ende Bronzezeit einsetzende Verwendung von Eisen tritt allmählich in den Vordergrund doch lässt sich auch hier eine Weiterverwendung konventioneller Rohstoffe, wie etwa der Bronze verzeichnen. Gräber stellen im Allgemeinen die wichtigsten Quellen zur Interpretation des gefundenen Materials dar. In der Auswahl der Bestattungsplätze wird sich oft an Standorten von urnenfelderzeitlichen Nekropolen orientiert, wie u. a. am Beispiel des bereits erwähnten Hallstatt C-zeitlichen Tübinger Fundortes im „Geigerle“ zu sehen ist.  Auch die Grabform erfährt nur eine stufenweise Veränderung und so dominiert nach wie vor für diese Zeit vor allem die Brandbestattung unter teilweise mächtigen Grabhügeln. Im „Geigerle“ wurden Steinringe mit 6 bis 9 m Durchmesser gefunden, die um die Grabhügel angelegt worden waren.

### Hallstattzeit

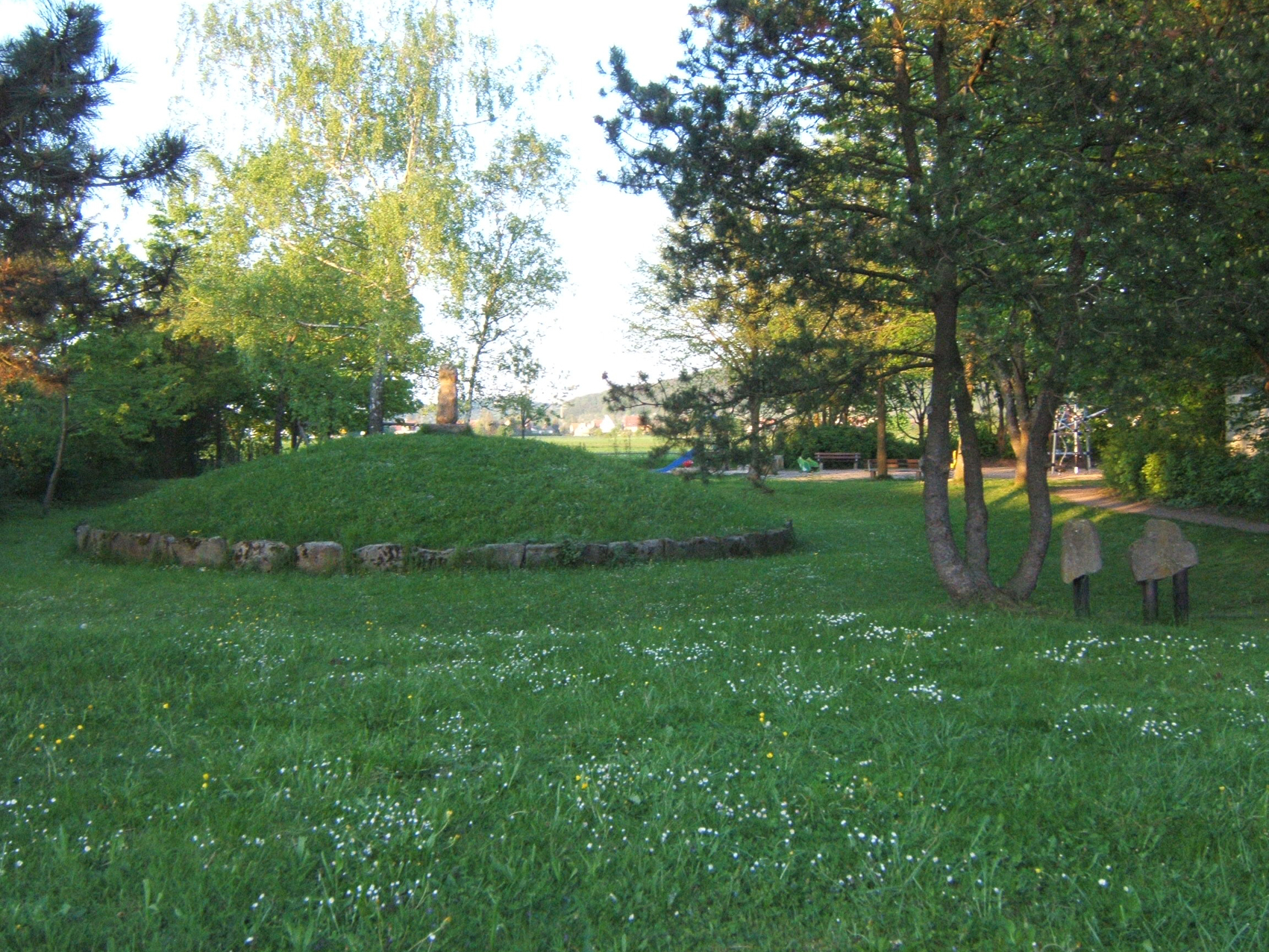
Der hallstattzeitliche Grabhügel von Tübingen-Kilchberg

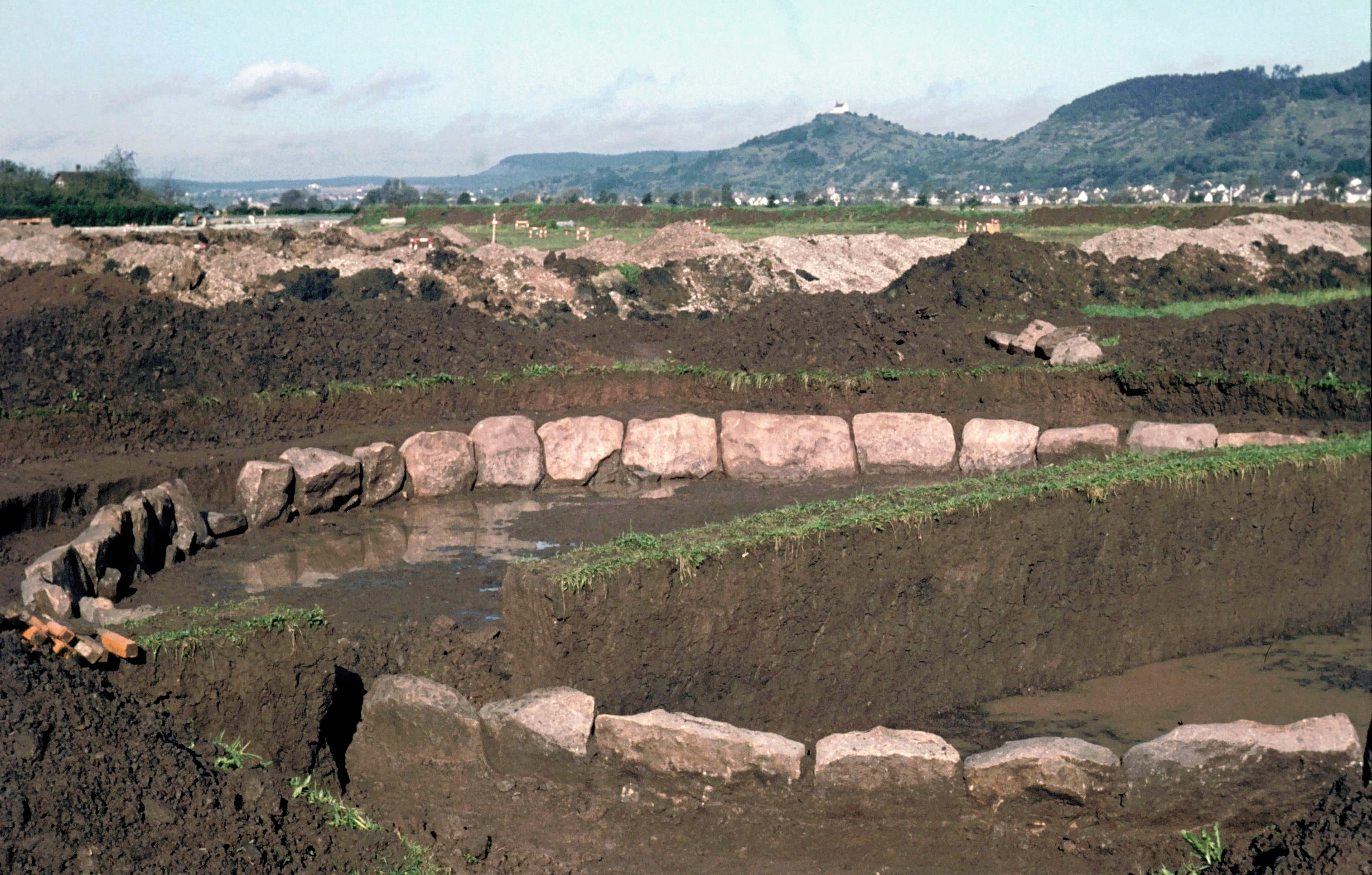
Archäologische Ausgrabung von Keltengräbern in Tübingen-Kilchberg. Aufnahme am 13. September 1968

Der in den 1960er Jahren vollständig untersuchte Grabhügel von Tübingen-Kilchberg weist sowohl Brand-, als auch Körperbestattungen – in Form von Nachbestattungen – auf. Erstere lag im Zentrum des Hügels und konnte anhand der Keramik in die Stufe Ha C/D1 datiert werden, während die Nachbestattung die Stufe Ha D2 repräsentiert. Interessant sind in diesem Zusammenhang anthropomorphe Steinstelen, welche mit den Grablegungen in Verbindung gebracht werden. Geradezu charakteristisch für Beisetzungen einer sozialen Oberschicht des Hallstatt C ist die Wiederaufnahme der Beigabensitte in Form von Schwert, bzw. Pferdegeschirr und Wagen.
Das Vorhandensein von Wagenbestandteilen ist in zwei Grabhügeln der ehemaligen Nekropole auf der Waldhäuser Höhe belegt.  Dort sind an der Straße mit dem irreführenden Namen Bei den Römergräbern noch 2 Grabhügel erhalten, und es wird angenommen, dass es dort früher etwa 45 Gräber gab. Es wurden bei Grabungen 45 goldene Ohrringe und metallische Radnabenbüchsen gefunden, die von als Grabbeigaben mitbestatteten vierrädrigen Wagen stammen. Auf einem der Hügel soll früher ein roher Steinpfeiler gestanden haben. Weitere Gruppen von hallstattzeitlichen Grabhügeln wurden im Gewann Salzgarten und im Gewann Schindhau gefunden, die mit einer Wallanlage im Burgholz in Verbindung gebracht werden. Bei Lustnau gibt es Grabhügel aus der Hallstattzeit im Gewann Neubruch in Hägach und am südöstlichen Rand des Kirnbergs sowie am Buß bei Hirschau. Einzelfunde sind aus der Hölderlinstraße, der Nähe des Ammerhofes bekannt.

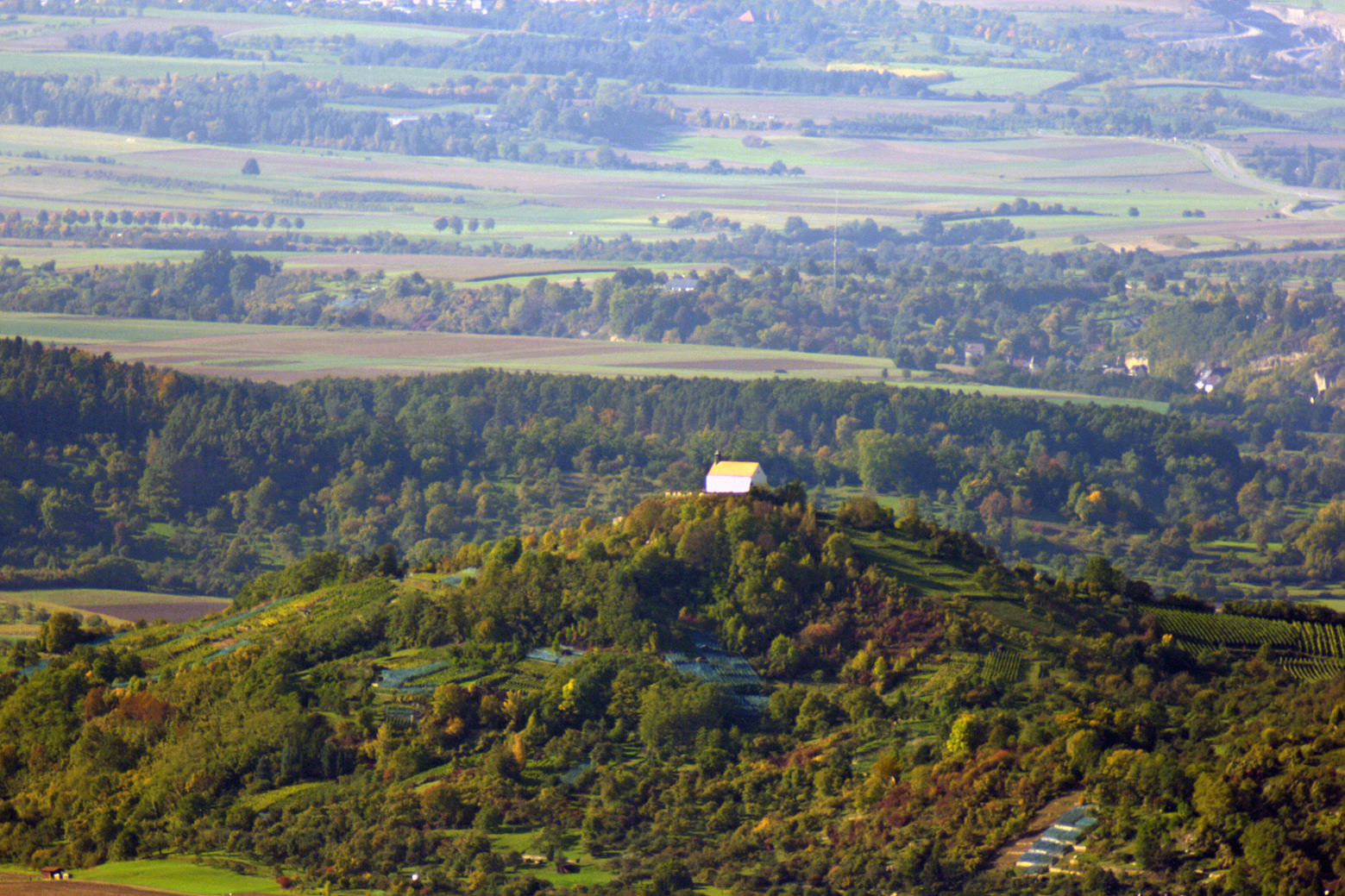
Der Wurmlinger Kapellenberg

Ansiedlungen einer hallstattzeitlichen Bevölkerung lassen sich im Landkreis Tübingen oft nur indirekt, anhand der Begräbnisstätten nachweisen. Spuren der eigentlichen Niederlassungen liegen in vergleichsweise geringer Anzahl vor. Bei Entringen wurde der Grundriss eines zweiräumigen Wohnhauses freigelegt.  Außerdem finden sich in den Übergang von Späthallstatt- und Frühlatènezeit datierte Siedlungsspuren auf der Gemarkung Wurmlingen u. a. vom Wurmlinger Kapellenberg,  einem markanten topographischen Punkt. Siedlungsfunde vom Stadtgebiet sind u. a. vom Spitzberg und den Randbereichen des Rammerts bekannt.

### Latènezeit
Die Besiedlungsgebiete des Landkreises blieben auch während der Latènezeit weitestgehend die gleichen. Die bereits während der Hallstattzeit einsetzende Sitte, die Toten in Form von Körperbestattungen unter Grabhügeln beizusetzen, findet auch während der frühen Latènezeit ihre Fortführung, wie z. B. zwei Grabhügel mit Perlen, Eisenschwert und Bronzeringen der Frühlatènezeit aus Dußlingen oder etwa einem Körpergrab der Frühphase der Latènezeit aus Derendingen beziehungsweise mehrere, bis in die mittlere Latènezeit hineinreichende Beisetzungen aus Pfäffingen.  Aus dem Bereich der Siedlungen kommt vor allem der großflächig untersuchten späthallstatt-/frühlatènezeitlichen Siedlung von Rottenburg „Siebenlinden“ eine größere Bedeutung zu. Die noch während der Späthallstattzeit (Ha D2/3) gegründete Niederlassung bestand wohl über eine Dauer von etwa 150 Jahren und endete frühestens im Verlauf der Stufe LT B1.  In dieselbe Zeit fallen mehrere Lesefunde vom weiter oben erwähnten Spitzberg, westlich von Tübingen. Der für Süddeutschland allgemeinen Tendenz folgend, treten offene Flachlandsiedlungen der Mittel- bis Spätlatènezeit im Landkreis Tübingen stark in den Hintergrund. Aus der unmittelbaren Umgebung der Kreisstadt sind Siedlungsfunde in Form von Keramik der Stufe LT D1 aus Tübingen-Kilchberg nachgewiesen. Die zeitliche Einordnung ist jedoch nicht absolut gesichert, da gewisse Stilelemente noch auf Keramikfragmenten aus frührömischen Militärlagern und Siedlungen des 1. Jahrhunderts n. Chr. vorkommt. Dasselbe gilt auch für ein vergleichbares Gefäßbruchstück aus Tübingen-Unterjesingen  

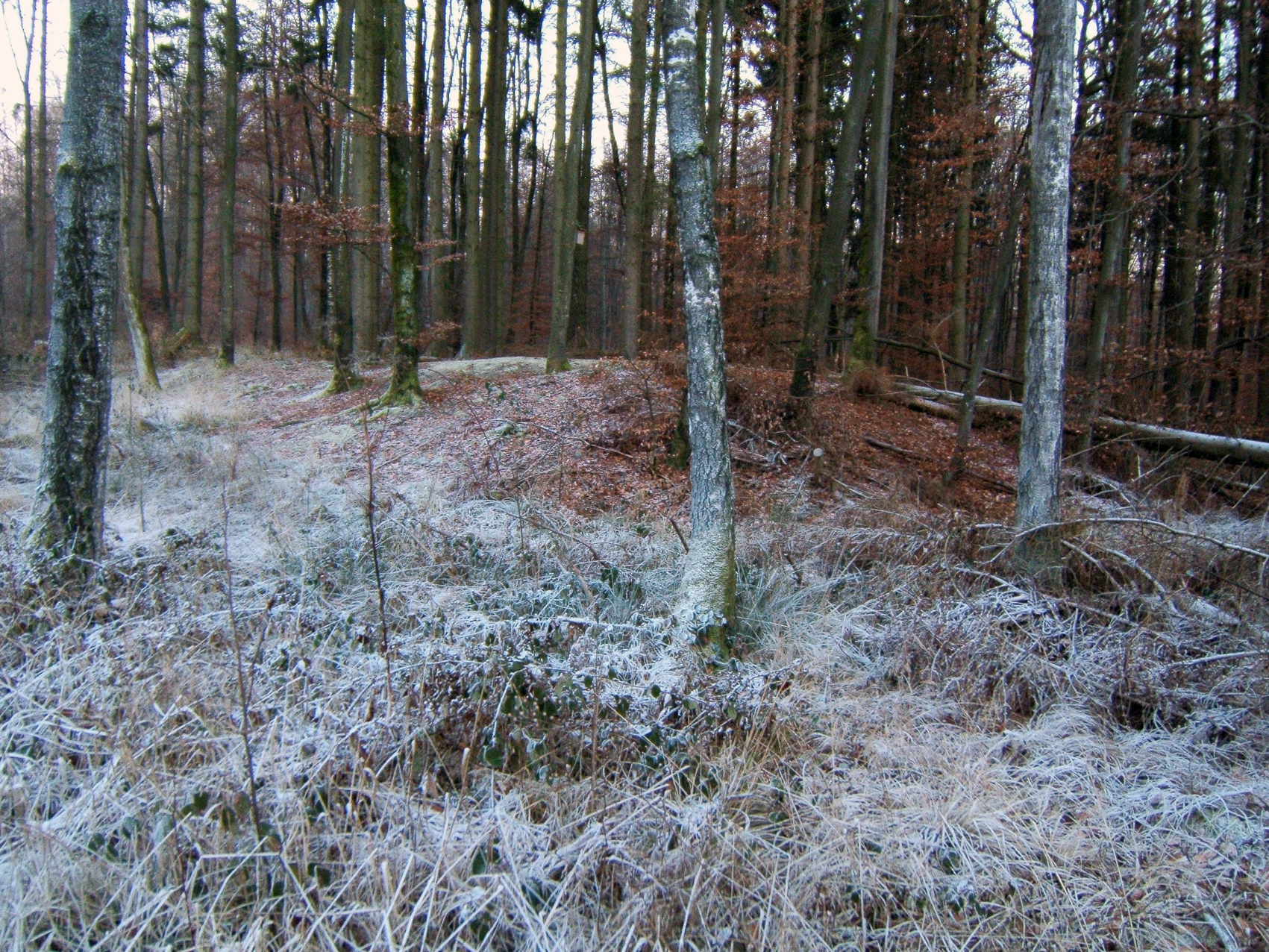
Die westliche Ecke der spätkeltischen Viereckschanze beim Hof Einsiedel bei Pfrondorf

 Als weiteren Siedlungsnachweis der jüngeren Latènezeit sind die Wall-Graben-Anlagen sogenannter spätkeltischer Viereckschanzen anzusprechen, welche ihren zeitlichen Schwerpunkt in der ausgehenden Mittellatènezeit (LT C2) bis zur Spätlatènezeit (LT D) haben. Neuere Untersuchungen an etlichen Viereckschanzen innerhalb Süddeutschlands lassen die Interpretation solcher Anlagen als Kultplätze als nicht mehr haltbar erscheinen und schlagen stattdessen eine Funktion als „Zentren des ländlichen Siedlungsgefüges“ vor. Eine spätkeltische Viereckschanze ist in der Nähe vom Hof Einsiedel, etwa 8 km östlich von Tübingen verortet. Die rechteckige Anlage (Flächeninhalt von 1,205 ha) besitzt im Südwesten eine kleine Erweiterung (Annex) und wurde in den Jahren 1911/12 untersucht. Hervorzuheben sind zwei Ringperlen aus Glas, sowie Keramikfragmente der Spätlatènezeit; aber auch römische Keramik des 2. nachchristlichen Jahrhunderts. Abschließend sind noch die Funde von insgesamt vier keltischen Goldmünzen, sogenannter Regenbogenschüsselchen aus dem Landkreis Tübingen zu erwähnen, wovon eine im Jahre 1853 auf dem Tübinger Stadtgebiet, der genaue Ort ist jedoch unbekannt, entdeckt wurde. Sie spiegeln den Beginn einer Geldwirtschaft nördlich der Alpen wider. 